# Festival of Lights
Le Festival of Lights (litt. : « festival des lumières »), Lichtfest en allemand, est une manifestation culturelle qui a lieu chaque année, depuis 2005, à Berlin, capitale de l'Allemagne. Pendant dix jours du mois d'octobre, des sites historiques de la ville allemande sont illuminés toutes les nuits.

## Histoire
La première édition du Festival of Lights a lieu en octobre 2005, à Berlin. Le nouvel événement culturel de la capitale allemande est lancé sur une idée de l'agence berlinoise Zander & Partner, spécialisée dans le marketing événementiel, soutenue par un financement privé et les autorités administratives locales. En 2008, plus d'un million de badauds affluent dans les rues de Berlin. L'année 2012, 68 sites historiques de Berlin sont illuminés. En 2014, pour sa 10e édition, le Festival of Lights rassemble deux millions de visiteurs. La même année, la manifestation artistique, dont le titre est une marque déposée, est adoptée par les villes de New York (États-Unis, Luxembourg (Luxembourg) et Kiel (Allemagne),. En 2017, les municipalités de Bucarest (Roumanie), Moscou (Russie), Zagreb (Croatie) et Jérusalem (Israël) accentuent la dimension internationale de l'événement en illuminant à leur tour leurs sites historiques.

## Déroulement
Pendant dix nuits, au mois d'octobre, le patrimoine architectural de Berlin est mis en valeur à l'aide de scénographies mêlant musique et projections de lumière et de vidéos,. L'ouverture du festival a traditionnellement lieu sur la Potsdamer Platz, avec une installation artistique géante. Par la suite, des sites historiques de Berlin, tels que la Porte de Brandebourg, la cathédrale de Berlin, la Fernsehturm et l'Oberbaumbrücke sont illuminés ou éclairés à l'aide de projections vidéo,,. Durant toute la période festive, divers moyens de transports, circulant dans la ville, sont mis à la disposition du public : des bus, des vélos, des calèches, des limousines, des bateaux, et des rickshaws.

## Galerie

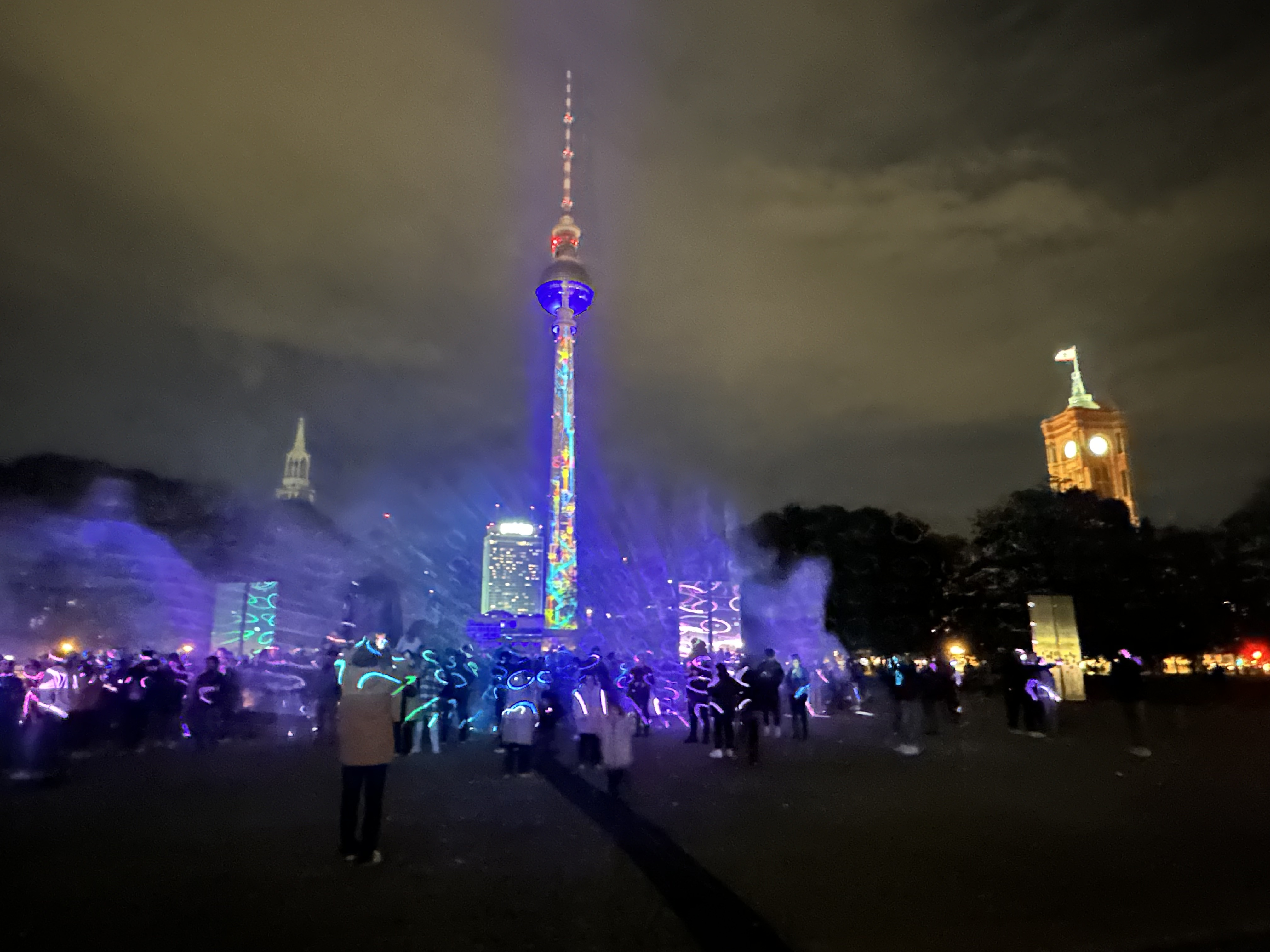
Tour de télévision